# Kunstnerens selvportræt i hvid skjorte og blåt halsbånd, blå vest og jakke med guldknapper
Kunstnerens selvportræt i hvid skjorte og blåt halsbånd, blå vest og jakke med guldknapper er et selvportræt malet af Wilhelm Bendz i 1826. Maleriet er erhvervet af Ribe Kunstmuseum den 4. marts 2024 for 1.400.000 kr.
På udstilling på Charlottenborg i 1826, fik Bendz succes med udstilling af tre portrætter, idet to blev solgt Modelskolen på Kunstakademiet og En ung kunstner (Ditlev Blunck) betragter en skitse i et spejl. Bendz døde den 14. november 1832 i Vicenza på en rejse rejse til Rom, som han aldrig nåede, derfor blev hans produktion ikke stor.
På rejsen mod Rom nåede han at male det store  maleri Kunstnere i Finks kaffehus i München, som i dag befinder sig i Thorvaldsens Museum.
Af andre portrætter af hans hånd kan nævnes En billedhugger (Christen Christensen) arbejder efter levende model i sit atelier, Det raffenbergske famliebillede og Familien Waagepetersen, der blev solgt på Bruun Rasmussen Kunstauktioner i 1997 for 2,6 mill. kr.

## Galleri
- Wilhelm Bendz, Modelskolen på Kunstakademiet, 1826, Statens Museum for Kunst
- Wilhelm Bendz, Ung kunstner (Ditlev Blunck) betragter en skitse i et spejl, 1826, Statens Museum for Kunst
- Wilhelm Bendz, En billedhugger (Christen Christensen) arbejder efter levende model i sit atelier, 1827, Statens Museum for Kunst
- Wilhelm Bendz, Familien Raffenberg, 1830, Statens Museum for Kunst
- Wilhelm Bendz, Familien Waagepetersen, 1830, Statens Museum for Kunst
- Wilhelm Bendz, Kunstnere i Fincks Kaffehus i München, 1832, Thorvaldsens Museum